# Tomoko Muramatsu
Tomoko Muramatsu (村松 智子 Muramatsu Tomoko?), född 23 oktober 1994, är en japansk fotbollsspelare som spelar för Nippon TV Beleza.
Tomoko Muramatsu spelade 4 landskamper för det japanska landslaget.